# Batak dairi
Pour les articles homonymes, voir Dairi.
Le batak dairi (ou dairi batak, ou encore pakpak) est une langue austronésienne parlée en Indonésie, dans le Nord de l'île  de Sumatra. La langue appartient à la branche malayo-polynésienne des langues austronésiennes.

## Classification
Le dairi, comme les autres langues qualifiées traditionnellement de batak, fait partie des langues sumatra du Nord-Ouest qui sont un des sous-groupes du malayo-polynésien occidental.

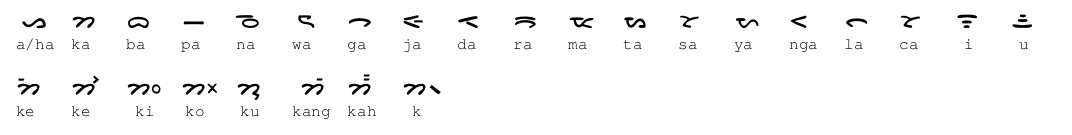
L'alphabet dairi

## Phonologie
Les tableaux présentent la phonologie du dairi.

### Voyelles
|         | Antérieure | Centrale | Postérieure |
| ------- | ---------- | -------- | ----------- |
| Fermée  | i [i]      |          | u [u]       |
| Moyenne | é [e]      | e [ə]    | o [o]       |
| Ouverte |            | a [a]    |             |

Adelaar positionne des voyelles longues sauf pour [ə].

### Consonnes
|              |              | Bilabiales | Alvéolaires | Dorsales | Dorsales | Glottales |
| ------------ | ------------ | ---------- | ----------- | -------- | -------- | --------- |
| Palatales    | Vélaires     | Bilabiales | Alvéolaires |          |          | Glottales |
| Occlusives   | Sourde       | p [p]      | t [t]       |          | k [k]    |           |
| Occlusives   | Sonore       | b [b]      | d [d]       |          | g [g]    |           |
| Fricative    | Fricative    |            | s [s]       |          |          | h [h]     |
| Affriquée    | Sourde       |            |             | c [t͡ʃ]   |          |           |
| Affriquée    | Sonore       |            |             | j [d͡ʒ]   |          |           |
| Nasale       | Nasale       | m [m]      | n [n]       |          | ng [ŋ]   |           |
| liquide      | liquide      |            | l [l]       |          |          |           |
| roulée       | roulée       |            | r [r]       |          |          |           |
| Semi-voyelle | Semi-voyelle |            |             | y [j]    |          |           |

## Sources
- (en) Adelaar, K.A., Reconstruction of Proto-Batak Phonology, Historical Linguistics in Indonesia, Part 1 (éditeur Robert Blust), pp. 1-20, NUSA Linguistic Studies in Indonesian and Languages of Indonesia, vol. 10, Jakarta, Badan Penyelenggara Seri NUSA, 1981.
- (en) Adelaar, Alexander, The Austronesian Languages of Asia and Madagascar: A Historical Perspective, The Austronesian Languages of Asia and Madagascar, pp. 1-42, Routledge Language Family Series, Londres, Routledge, 2005,  (ISBN 0-7007-1286-0)
- (id) Manik, Tindi Radja, Kamus Bahasa Dairi Pakpak-Indonesia, Jakarta, Pusat Pembinaan Dan Pengembangan Bahasa, Departemen Pendidikan Dan Kebudayaan, 1977.